# 武基雄
武 基雄（たけ もとお、1910年3月22日 - 2005年10月8日）は、日本の建築家。早稲田大学名誉教授。武建築設計研究所を主宰し、多くの優れた建築作品を残す。元新建築家技術者集団代表幹事。鎌倉彫の武登苑は夫人。日本画家福永晴帆は義父。

## 来歴
長崎市生まれ。1937年早稲田大学理工学部建築学科卒。1937年から1940年の間石本喜久治の石本建築事務所勤務。同僚の立原道造、海老原一郎、西山卯三らや、立原の友人丹下健三らと知己になる。
1940年から1979年まで、早稲田大学で教鞭をとる。藤井博巳、菊竹清訓ら多くの俊英を育てる。戦災復興都市計画では、吉阪隆正らと主に広島県呉市を担当。1950年、建築設計事務所・武建築設計研究所を開設。

## 作品
主な作品に長崎水族館、長崎市公会堂と古川市民会館（宮城県。現大崎市民会館）（DOCOMOMO JAPAN選定 日本におけるモダン・ムーブメントの建築）、島原文化会館、諫早市民センター、島原図書館、鎌倉商工会議所会館、など多数。
2020年、旧自邸「三角の箱」が鎌倉市景観重要建築物等に指定された。

## 著書
- 『現代木造住宅のディテール 基本と応用』（監修）
- 『市民としての建築家』（相模書房/1983）
- 『都市は「ふるさと」か』（F.レンツ=ローマイス著 伊藤哲夫と共訳　鹿島出版会/SD選書　1978）など。